# Chambezon
Chambezon est une commune française située dans le département de la Haute-Loire en région Auvergne-Rhône-Alpes.

## Géographie

### Localisation
La commune de Chambezon se trouve dans le département de la Haute-Loire, en région Auvergne-Rhône-Alpes.
Elle se situe à 76 km par la route du Puy-en-Velay, préfecture du département, à 18 km de Brioude, sous-préfecture, et à 8 km de Sainte-Florine, bureau centralisateur du canton de Sainte-Florine dont dépend la commune depuis 2015 pour les élections départementales.
Les communes les plus proches sont : 
Lempdes-sur-Allagnon (2,2 km), Léotoing (2,5 km), Moriat (3,2 km), Torsiac (3,8 km), Saint-Gervazy (4,5 km), Frugerès-les-Mines (5,1 km), Lorlanges (5,2 km), Charbonnier-les-Mines (5,3 km).
| Saint-Gervazy Puy-de-Dôme |           | Moriat Puy-de-Dôme   |
|                           | Chambezon |                      |
| Léotoing                  |           | Lempdes-sur-Allagnon |

### Climat
Pour des articles plus généraux, voir Climat d'Auvergne-Rhône-Alpes et Climat de la Haute-Loire.
En 2010, le climat de la commune est de type climat océanique dégradé des plaines du Centre et du Nord, selon une étude du Centre national de la recherche scientifique s'appuyant sur une série de données couvrant la période 1971-2000. En 2020, Météo-France publie une typologie des climats de la France métropolitaine dans laquelle la commune est exposée à un climat de montagne ou de marges de montagne et est dans la région climatique Nord-est du Massif Central, caractérisée par une pluviométrie annuelle de 800 à 1 200 mm, bien répartie dans l’année.
Pour la période 1971-2000, la température annuelle moyenne est de 10,8 °C, avec une amplitude thermique annuelle de 16,2 °C. Le cumul annuel moyen de précipitations est de 671 mm, avec 8,1 jours de précipitations en janvier et 6,4 jours en juillet. Pour la période 1991-2020, la température moyenne annuelle observée sur la station météorologique de Météo-France la plus proche, « Autrac », sur la commune d'Autrac à 10 km à vol d'oiseau, est de 10,5 °C et le cumul annuel moyen de précipitations est de 711,4 mm,. Pour l'avenir, les paramètres climatiques de la commune estimés pour 2050 selon différents scénarios d'émission de gaz à effet de serre sont consultables sur un site dédié publié par Météo-France en novembre 2022.

## Urbanisme

### Typologie
Au 1er janvier 2024, Chambezon est catégorisée commune rurale à habitat dispersé, selon la nouvelle grille communale de densité à sept niveaux définie par l'Insee en 2022.
Elle est située hors unité urbaine et hors attraction des villes,.

### Occupation des sols
L'occupation des sols de la commune, telle qu'elle ressort de la base de données européenne d’occupation biophysique des sols Corine Land Cover (CLC), est marquée par l'importance des territoires agricoles (60 % en 2018), une proportion sensiblement équivalente à celle de 1990 (60,3 %). La répartition détaillée en 2018 est la suivante : 
prairies (33,4 %), forêts (33,3 %), terres arables (13,9 %), zones agricoles hétérogènes (12,6 %), milieux à végétation arbustive et/ou herbacée (6,7 %). L'évolution de l’occupation des sols de la commune et de ses infrastructures peut être observée sur les différentes représentations cartographiques du territoire : la carte de Cassini (XVIIIe siècle), la carte d'état-major (1820-1866) et les cartes ou photos aériennes de l'IGN pour la période actuelle (1950 à aujourd'hui).

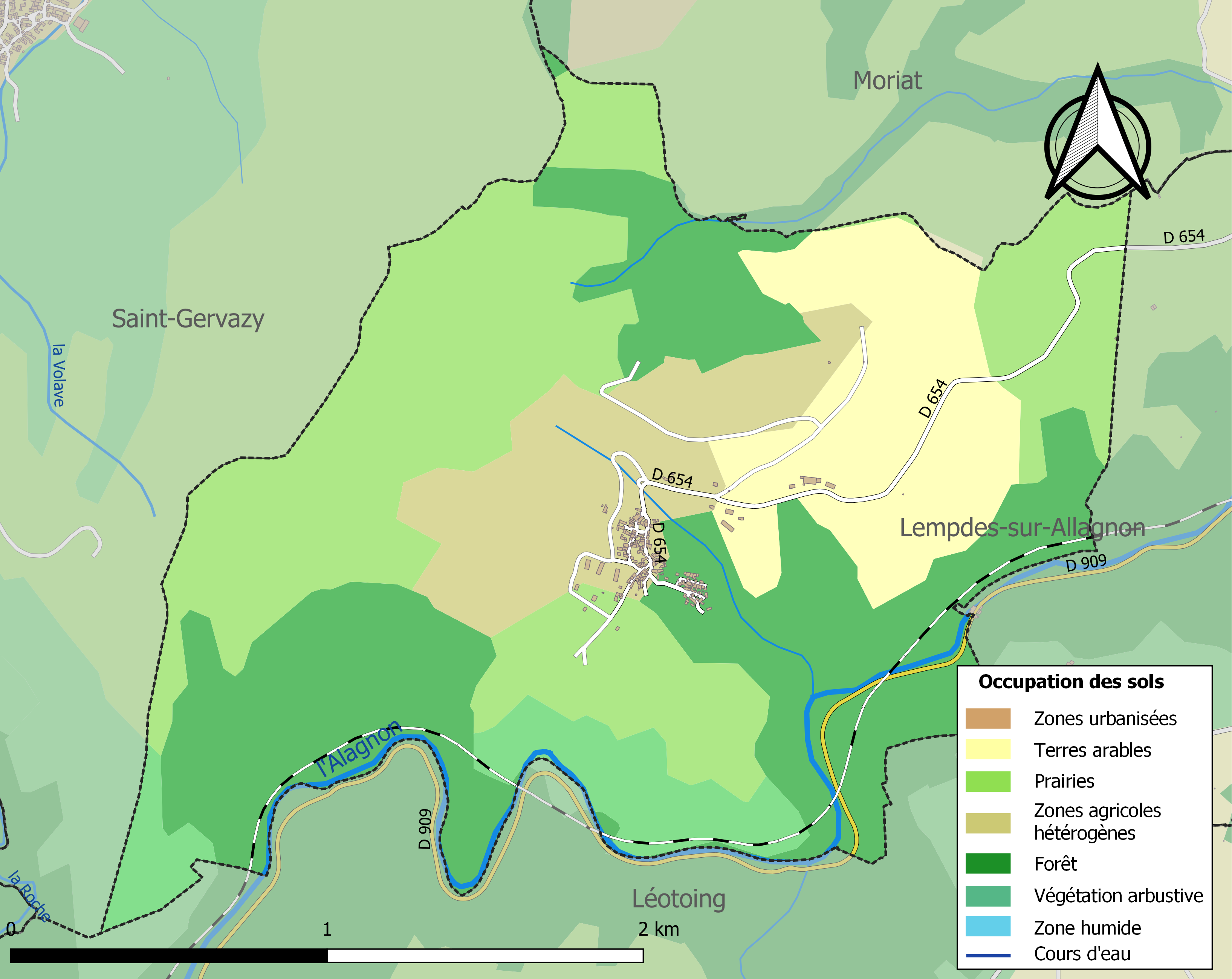
Carte des infrastructures et de l'occupation des sols de la commune en 2018 (CLC).
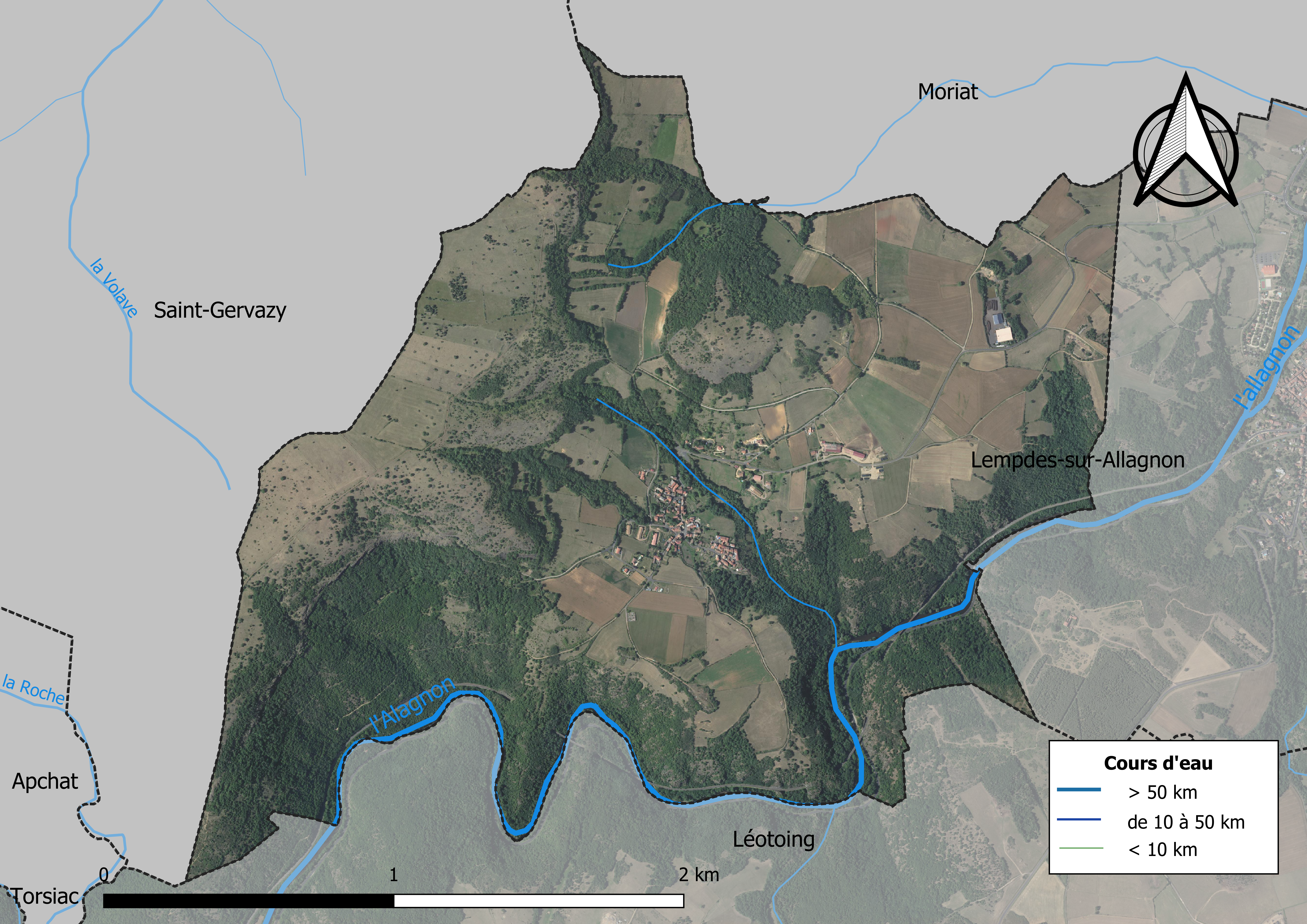
Carte orthophotographique de la commune.

### Habitat et logement
En 2018, le nombre total de logements dans la commune était de 66, alors qu'il était de 66 en 2013 et de 62 en 2008.
Parmi ces logements, 73,5 % étaient des résidences principales, 14 % des résidences secondaires et 12,5 % des logements vacants. Ces logements étaient pour 95,6 % d'entre eux des maisons individuelles et pour 4,4 % des appartements.
Le tableau ci-dessous présente la typologie des logements à Chambezon en 2018 en comparaison avec celle de la Haute-Loire et de la France entière. Une caractéristique marquante du parc de logements est ainsi une proportion de résidences secondaires et logements occasionnels (14 %) inférieure à celle du département (16,1 %) mais supérieure à celle de la France entière (9,7 %). Concernant le statut d'occupation de ces logements, 82 % des habitants de la commune sont propriétaires de leur logement (79,2 % en 2013), contre 70 % pour la Haute-Loire et 57,5 pour la France entière.
| Typologie                                               | Chambezon | Haute-Loire | France entière |
| ------------------------------------------------------- | --------- | ----------- | -------------- |
| Résidences principales (en %)                           | 73,5      | 71,5        | 82,1           |
| Résidences secondaires et logements occasionnels (en %) | 14        | 16,1        | 9,7            |
| Logements vacants (en %)                                | 12,5      | 12,4        | 8,2            |

## Toponymie
Anciennes mentions : Parochia S. Martini de Chambedon (XIe siècle), Villa de Chambeso (1262), Ecclesia de Chambezo (XIVe siècle), Chambezos (1381), Chambezon (1401), Prioratus de Chambezonio (1513).
Selon Albert Dauzat, Chambezon est composé du gaulois cambo, signifiant « courbe » et dunum, signifiant « forteresse ». Selon Xavier Delamarre, Chambezon proviendrait du celtique cambo-dūnon. Il désignerait le nom d'un fort situé près du confluent d'un cours d'eau, une vòuta.

## Politique et administration

### Découpage territorial
La commune de Chambezon est membre de la communauté de communes Auzon Communauté, un établissement public de coopération intercommunale (EPCI) à fiscalité propre créé le 21 décembre 2000 dont le siège est à Auzon. Ce dernier est par ailleurs membre d'autres groupements intercommunaux.
Sur le plan administratif, elle est rattachée à l'arrondissement de Brioude, au département de la Haute-Loire, en tant que circonscription administrative de l'État, et à la région Auvergne-Rhône-Alpes.
Sur le plan électoral, elle dépend du canton de Sainte-Florine pour l'élection des conseillers départementaux, depuis le redécoupage cantonal de 2014 entré en vigueur en 2015, et de la deuxième circonscription de la Haute-Loire   pour les élections législatives, depuis le redécoupage électoral de 1986.

### Élections municipales et communautaires

#### Élections de 2020
Le conseil municipal de Chambezon, commune de moins de 1 000 habitants, est élu au scrutin majoritaire plurinominal à deux tours avec candidatures isolées ou groupées et possibilité de panachage. Compte tenu de la population communale, le nombre de sièges à pourvoir lors des élections municipales de 2020 est de 11. Sur les vingt-deux candidats en lice, onze sont élus dès le premier tour, le 15 mars 2020, correspondant à la totalité des sièges à pourvoir, avec un taux de participation de 48,05 %.
Laurent Tremouillère est élu nouveau maire de la commune le 25 mai 2020.
Dans les communes de moins de 1 000 habitants, les conseillers communautaires sont désignés parmi les conseillers municipaux élus en suivant l’ordre du tableau (maire, adjoints puis conseillers municipaux) et dans la limite du nombre de sièges attribués à la commune au sein du conseil communautaire. Un siège est attribué à la commune au sein de la communauté de communes Auzon Communauté.

#### Liste des maires
| Période                                  | Période                    | Identité            | Étiquette | Qualité |
| ---------------------------------------- | -------------------------- | ------------------- | --------- | ------- |
| Les données manquantes sont à compléter. |                            |                     |           |         |
| mars 2008                                | 2020                       | Lucien Trémouillère | DVG       |         |
| 2020                                     | En cours (au 23 août 2021) | Laurent Trémoulière |           |         |

## Population et société

### Démographie

#### Évolution démographique
L'évolution du nombre d'habitants est connue à travers les recensements de la population effectués dans la commune depuis 1793. Pour les communes de moins de 10 000 habitants, une enquête de recensement portant sur toute la population est réalisée tous les cinq ans, les populations de référence des années intermédiaires étant quant à elles estimées par interpolation ou extrapolation. Pour la commune, le premier recensement exhaustif entrant dans le cadre du nouveau dispositif a été réalisé en 2004.

En 2022, la commune comptait 130 habitants, en évolution de +17,12 % par rapport à 2016 (Haute-Loire : +0,36 %, France hors Mayotte : +2,11 %).
| 1793 | 1800 | 1806 | 1821 | 1831 | 1836 | 1841 | 1846 | 1851 |
| ---- | ---- | ---- | ---- | ---- | ---- | ---- | ---- | ---- |
| 242  | 279  | 286  | 301  | 292  | 289  | 315  | 322  | 308  |

| 1856 | 1861 | 1866 | 1872 | 1876 | 1881 | 1886 | 1891 | 1896 |
| ---- | ---- | ---- | ---- | ---- | ---- | ---- | ---- | ---- |
| 271  | 288  | 258  | 248  | 255  | 232  | 244  | 227  | 225  |

| 1901 | 1906 | 1911 | 1921 | 1926 | 1931 | 1936 | 1946 | 1954 |
| ---- | ---- | ---- | ---- | ---- | ---- | ---- | ---- | ---- |
| 200  | 181  | 182  | 151  | 124  | 108  | 102  | 97   | 111  |

| 1962 | 1968 | 1975 | 1982 | 1990 | 1999 | 2004 | 2006 | 2009 |
| ---- | ---- | ---- | ---- | ---- | ---- | ---- | ---- | ---- |
| 115  | 100  | 85   | 71   | 80   | 94   | 96   | 99   | 88   |

| 2014 | 2019 | 2022 | - | - | - | - | - | - |
| ---- | ---- | ---- | - | - | - | - | - | - |
| 111  | 124  | 130  | - | - | - | - | - | - |

#### Pyramide des âges
La population de la commune est relativement jeune.
En 2018, le taux de personnes d'un âge inférieur à 30 ans s'élève à 33,1 %, soit au-dessus de la moyenne départementale (31 %). À l'inverse, le taux de personnes d'âge supérieur à 60 ans est de 28,2 % la même année, alors qu'il est de 31,1 % au niveau départemental.
En 2018, la commune comptait 63 hommes pour 57 femmes, soit un taux de 52,5 % d'hommes, largement supérieur au taux départemental (49,13 %).
Les pyramides des âges de la commune et du département s'établissent comme suit.
| Hommes | Classe d’âge | Femmes |
| ------ | ------------ | ------ |
| 1,5    | 90 ou +      | 1,7    |
| 3,1    | 75-89 ans    | 3,4    |
| 24,6   | 60-74 ans    | 22,0   |
| 13,8   | 45-59 ans    | 10,2   |
| 26,2   | 30-44 ans    | 27,1   |
| 6,2    | 15-29 ans    | 6,8    |
| 24,6   | 0-14 ans     | 28,8   |

| Hommes | Classe d’âge | Femmes |
| ------ | ------------ | ------ |
| 0,9    | 90 ou +      | 2,5    |
| 8,4    | 75-89 ans    | 11,7   |
| 20,4   | 60-74 ans    | 20,5   |
| 21,3   | 45-59 ans    | 20,3   |
| 16,8   | 30-44 ans    | 16,3   |
| 15,2   | 15-29 ans    | 13,2   |
| 17     | 0-14 ans     | 15,6   |

## Économie

### Emploi
| Division       | 2008  | 2013  | 2018   |
| -------------- | ----- | ----- | ------ |
| Commune        | 9,4 % | 9,6 % | 11,6 % |
| Département    | 6,3 % | 7,7 % | 7,7 %  |
| France entière | 8,3 % | 10 %  | 10 %   |

En 2018, la population âgée de 15 à 64 ans s'élève à 67 personnes, parmi lesquelles on compte 71 % d'actifs (59,4 % ayant un emploi et 11,6 % de chômeurs) et 29 % d'inactifs,. Depuis 2008, le taux de chômage communal (au sens du recensement) des 15-64 ans est supérieur à celui de la France et du département.
La commune est hors attraction des villes,. Elle compte 11 emplois en 2018, contre 9 en 2013 et 8 en 2008. Le nombre d'actifs ayant un emploi résidant dans la commune est de 40, soit un indicateur de concentration d'emploi de 26,9 % et un taux d'activité parmi les 15 ans ou plus de 54,9 %.
Sur ces 40 actifs de 15 ans ou plus ayant un emploi, 10 travaillent dans la commune, soit 24 % des habitants. Pour se rendre au travail, 80,5 % des habitants utilisent un véhicule personnel ou de fonction à quatre roues, 4,9 % s'y rendent en deux-roues, à vélo ou à pied et 14,6 % n'ont pas besoin de transport (travail au domicile).

## Culture locale et patrimoine

### Lieux et monuments
- Église Saint-Martin : datant de la fin du XIVe ou du début du XVe siècle, avec des ajouts de chapelles et d'un clocher entre 1855 et 1896[33].